# Авангардный мост
Аванга́рдный мост — автодорожный железобетонный рамный мост через реку Дудергофку в Красносельском районе Санкт-Петербурга. 

## Расположение
Расположен в створе Полежаевского проезда, к мосту также подходит Авангардная улица. Рядом с мостом расположен Полежаевский парк.
Выше по течению находится Лиговский путепровод, ниже — пешеходный мост в Полежаевском парке.
Ближайшая станция метрополитена — «Проспект Ветеранов».

## Название
До 2010 года мост был безымянным, в 2010 году получил название Авангардный по наименованию Авангардной улицы, расположенной рядом.

## История
Существующий мост построен 1976—1977 годах взамен железобетонного моста, пришедшего в аварийное состояние. Автор проекта — инженер института «Ленгипроинжпроект» Арон Гутцайт. Строительство вело СУ-3 треста «Ленмостострой» под руководством главного инженера Е. И. Иванова и старшего производителя работ В. И. Оськина.

## Конструкция
Мост однопролётный железобетонный, рамно-консольной системы (трёхшарнирная рама) с наклонными стойками и боковыми пролётными строениями, являющимися продолжением ригеля. Ригель и боковые пролётные строения выполнены из сборных преднапряжённых элементов таврового сечения. По верху балки объединены железобетонной плитой проезжей части. «Ноги» рамы выполнены из сборного железобетона. Устои массивные, из монолитного железобетона, на свайном основании, облицованы гранитом. Откосы и конуса у моста укреплены железобетонными плитами. Общая длина моста составляет 36 м, ширина — 18 м.
Мост предназначен для движения автотранспорта и пешеходов. Проезжая часть моста включает в себя 2 полосы для движения автотранспорта. Покрытие проезжей части и тротуаров — асфальтобетон. Тротуары отделены от проезжей части металлическим барьерным ограждением. Перильное ограждение чугунное с металлическим вставками, завершается на устоях гранитными тумбами.